# Майліс де Керангаль
Майліс де Керангаль (фр. Maylis de Kerangal, нар. 16 червня 1967) — французька письменниця.

## Життя і кар'єра
Майліс де Керангаль виросла в Гаврі, вивчала історію й філософію в Руані і Парижі. Працювала в паризькому видавництві Галлімар (відділ дитячої та молодіжної літератури, з 1991 по 1996 рік), потім подорожувала до США, після повернення вступила до Вищої школи соціальних наук.
Свій перший роман написала у 2000 році, і з цього моменту почала письменництвом заробляти собі на життя. Її популярний роман Naissance d'un pont, («Народження мосту», 2010) є літературною сагою про кількох чоловіків та жінок, завданням яких є збудувати міст десь у міфічній Каліфорнії. Роман «Народження мосту» був номінований на Гонкурівську премію, і нагороджений премією Медічі в 2010 році, премією Грегора фон Реццорі в 2014 році і перекладений кількома мовами.
Réparer les vivants («Лагодити живих», 2014) також виграв кілька призів, включаючи Prix Orange du Livre і Grand prix RTL du livre у Франції, а в 2017 році — книжкову премію Велкам (Велика Британія). Réparer les vivants адаптований для сцени для театрального фестивалю в Авіньйоні, вистава отримала схвальні відгуки за пильний погляд на реалії і філософські питання щодо донорства органів. Книжку було адаптовано як фільм «Лагодити живих» в 2016 році.

## Твори

### Романи
- Je marche sous un ciel de traîne, Paris, Éditions Verticales, 2000, 222 p. ISBN 9782843350641
- La Vie voyageuse, Paris, Éditions Verticales, 2003, 240 p. ISBN 978-2843351617
- Ni fleurs ni couronnes, Paris, Éditions Verticales, 2006, 135 p. ISBN 9782070777204
- Dans les rapides, Paris, Éditions Naïve, coll. " Naïve sessions ", 2007, 111 p. ISBN 978-2350210865
- Corniche Kennedy, Paris, Éditions Verticales, 2008, 177 p. ISBN 9782070122196
- Naissance d'un pont, Paris, Éditions Verticales, 2010, 320 p. ISBN 978-2070130504 — Prix Médicis 2010, Prix Franz Hessel 2010 and Premio Gregor von Rezzori 2014
- Tangente vers l'est, Paris, Éditions Verticales, 2012, 134 p. ISBN 9782070136742 — Prix Landerneau 201217
- Réparer les vivants, Éditions Verticales, 2013, 281 p. ISBN 9782070144136 — Grand prix RTL-Lire 2014; Prix France Culture/Télérama 2014; Prix Orange du Livre 2014.
- À ce stade de la nuit, Paris, Éditions Guérin, 2014, 80 p. ISBN 978-2-35221-098-6

## Громадська позиція
У липні 2018 підтримала ув'язненого у Росії українського режисера Олега Сенцова.